# ビニース・ザ・リメインズ
『ビニース・ザ・リメインズ』(Beneath the Remains)は、ブラジルのスラッシュメタルバンド、セパルトゥラによる3作目のスタジオアルバムで、オリジナル盤は1989年4月7日にリリースされた。ロードランナーレコードによる最初のリリースになる。

## 概要
本作は、以前のアルバムと比較してプロダクションと作詞作曲を向上した内容になっている。後に、スラッシュメタルのジャンルの古典として高く評価されている。ヴォーカリストのマックス・カヴァレラによると、セパルトゥラはそのアルバムで「本当に彼らのスタイルを見つけた」と述べている。

## アルバムの制作
マックス・カヴァレラは1988年2月にニューヨークを旅行し、1週間をかけてロードランナーレコードと交渉した。 彼らはセパルトゥラに7レコードの取引を提供したが、レーベルはバンドの販売の可能性を確信していなかった。アルバムの予算はレーベルの基準ではわずかな額（8,000ドル）ではあったが、最終的にはコストは元の予算のほぼ2倍になった。
フロリダのデスメタルアクト、オビチュアリー、デス、モービッド・エンジェルによって以前に携わったレコーディングエンジニアのスコット・バーンがプロデューサーとして選ばれた。

## トラック
| 全作詞: マックス・カヴァレラ、アンドレアス・キッサー、全作曲: セパルトゥラ。 |                                                                                 |                                              |              |      |
| #                                                                            | タイトル                                                                        | 作詞                                         | 作曲・編曲   | 時間 |
| 1.                                                                           | 「ビニース・ザ・リメインズ - "Beneath the Remains"」                            | マックス・カヴァレラ、アンドレアス・キッサー | セパルトゥラ | 5:11 |
| 2.                                                                           | 「インナー・セルフ - "Inner Self"」                                             | マックス・カヴァレラ、アンドレアス・キッサー | セパルトゥラ | 5:07 |
| 3.                                                                           | 「ストロンガ―・ザン・ヘイト - "Stronger Than Hate"」(作詞 ケリー・シェイファー) | マックス・カヴァレラ、アンドレアス・キッサー | セパルトゥラ | 5:50 |
| 4.                                                                           | 「マス・ヒプノシス - "Mass Hypnosis"」                                          | マックス・カヴァレラ、アンドレアス・キッサー | セパルトゥラ | 4:22 |
| 5.                                                                           | 「サーカスティック・イクジスタンス - "Sarcastic Existence"」                    | マックス・カヴァレラ、アンドレアス・キッサー | セパルトゥラ | 4:43 |
| 6.                                                                           | 「スレイヴス・オヴ・ペイン - "Slaves of Pain"」                                 | マックス・カヴァレラ、アンドレアス・キッサー | セパルトゥラ | 4:00 |
| 7.                                                                           | 「ロボトミー - "Lobotomy"」                                                     | マックス・カヴァレラ、アンドレアス・キッサー | セパルトゥラ | 4:55 |
| 8.                                                                           | 「ハングリー - "Hungry"」                                                       | マックス・カヴァレラ、アンドレアス・キッサー | セパルトゥラ | 4:28 |
| 9.                                                                           | 「プリミティヴ・フューチャー - "Primitive Future"」                             | マックス・カヴァレラ、アンドレアス・キッサー | セパルトゥラ | 3:08 |

## 参加メンバー
マックス・カヴァレラ (ヴォーカル/ギター)
アンドレアス・キッサー (ギター)
パウロJr. (ベース)
イゴール・カヴァレラ (ドラム)